# Diócesis de Roselle
La diócesis de Roselle (en latín: Dioecesis Rusellensis)
es una sede suprimida y sede titular de la Iglesia católica.

## Historia
La diócesis de Roselle fue erigida en el curo del siglo IV. Era inicialmente
sufragánea de la diócesis de Roma. La sede episcopal era la ciudad de
Roselle: la catedral original estaba localizada en la localidad
La Canónica.
El 9 de abril de 1138, con la bula Sacrosancta Romana Ecclesia, el papa Inocencio II, decide transferir a Grosseto la sede episcopal, dando vida a la diócesis de Grosseto.

## Cronología de Obispos y Arzobispos titulares
- Lorenzo Antonetti (23 de febrero de 1968 - 21 de febrero de 1998 nombrado cardenal diácono de Sant'Agnese in Agone)
- Marcello Zago, O.M.I. † (28 de marzo de 1998 - 1º de marzo de 2001 fallecido)
- Giovanni Angelo Becciu, desde el 15 de octubre de 2001